# Medicare

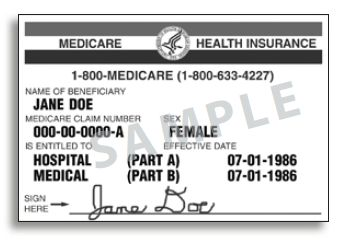

Medicare – program ubezpieczeń społecznych, administrowany przez rząd Stanów Zjednoczonych (częściowo we współpracy z prywatnymi firmami ubezpieczeniowymi), zapewniający ubezpieczenie zdrowotne dla osób, które ukończyły 65 rok życia, oraz dla młodszych osób z niepełnosprawnością fizyczną (bądź spełniającymi inne specjalne kryteria, jak np. schyłkowa niewydolność nerek).

## Wprowadzenie
Medicare jest systemem opartym o cztery części składowe: część A (ubezpieczenie szpitalne, pielęgniarskie i hospicyjne), część B (ubezpieczenie medyczne i ambulatoryjne), część D (ubezpieczenie leków na receptę), oraz – będącą alternatywą dla części A i B – część C (prywatna ochrona ubezpieczeniowa Medicare Advantage). Przed powstaniem Medicare, tylko 51% osób w wieku 65 lat, lub starszych, miało ubezpieczenie zdrowotne, a prawie 30% żyło poniżej federalnego poziomu ubóstwa.
„Original Medicare” plan (zanim powstał Medicare Advantage) obejmuje 80%, zatwierdzonych przez Medicare, kwoty kosztów medycznych, a pozostałe 20% kosztów musi być płacone przez Medicare Supplement plan, który jest „dodatkowym ubezpieczeniem” od prywatnych ubezpieczycieli (zwykle wymagających miesięcznych składek ubezpieczeniowych wpłacanych do tego przedsiębiorstwa przez posiadacza) lub przez pacjenta z jego osobistych środków własnych (czek, przekaz pieniężny, gotówka etc.).
Plany Medicare Advantage (takie jak HMO lub PPO) nie są uzupełnieniem Medicare, ale przejmują miejsce Original Medicare. W zamian za ubezpieczenie, ustalają podział kosztów i ustanawiają górną granice osobistych kosztów.
Medicare finansuje również programy szkoleniowe dla większości lekarzy w Stanach Zjednoczonych.

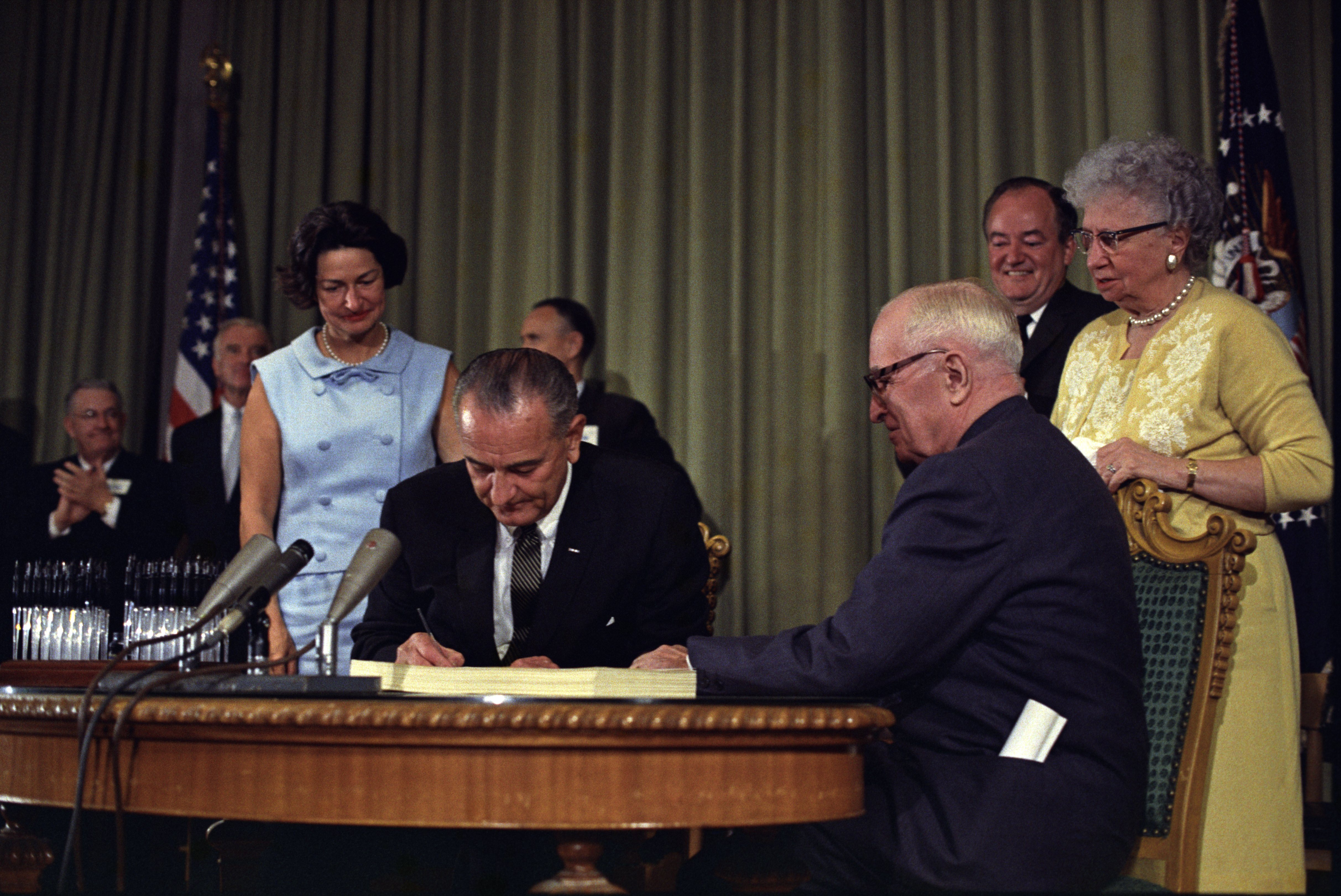
Prezydent Johnson podpisuje poprawki Medicare. Były prezydent Harry S. Truman (siedzący) i jego żona, Bess, są po prawej stronie

„Social Security Act z 1965 roku” wszedł w życie mocą ustawy z dnia 30 lipca 1965 roku, podpisanej przez prezydenta Lyndon B. Johnsona jako poprawki do istniejących przepisów dotyczących zabezpieczenia społecznego. Przepisy te zawierają ustanowienie programu Medicare. Na ceremonii podpisania tej ustawy, Johnson zapisał byłego prezydenta Harry Trumana jako pierwszego beneficjenta Medicare i podarował mu pierwszą kartę Medicare, a jego żonie, Bess Truman, drugą.

## Administracja
Centers for Medicare i Medicaid Services (CMS), który jest częścią Department of Health and Human Services (HHS), zarządza Medicare, Medicaid, State Children’s Health Insurance Program (SCHIP) i Clinical Laboratory Improvement Amendments (CLIA). Razem z United States Department of Labor i United States Department of the Treasury, CMS wprowadza również w życie przepisy dotyczące reform ubezpieczeń zgodnie z Health Insurance Portability and Accountability Act (HIPAA) z 1996.
Social Security Administration jest odpowiedzialny za określenie zasad kwalifikacji do Medicare i zarządzania płatnościami dla programu Medicare.
Główny Aktuariusz CMS jest odpowiedzialny za dostarczenie informacji, dotyczącej księgowości i przypuszczalnych kosztów, do Rady Nadzorczej Medicare, aby pomóc im w ocenie kondycji finansowej programu. Rada nadzorcza jest zobowiązana prawnie do wydawania rocznych sprawozdań dotyczących statusu finansowego, Medicare Trust Funds. Sprawozdania te, muszą zawierać opinię Głównego Aktuariusza.
Od powstania programu Medicare, CMS zawiera umowy z prywatnymi firmami, działając jako pośrednik między rządem i dostawców usług medycznych. Dostawcami świadczeń są, już powszechnie działające, firmy w dziedzinie ubezpieczeń lub służby zdrowia. Zakontraktowane procesy obejmują roszczenia i płatności, usługi call-center, rejestrację lekarzy, oraz śledztwa dotyczących oszustw.

## Finansowanie
Medicare jest finansowany z podatku od wynagrodzeń nałożonego przez Federal Insurance Contributions Act (FICA) i ze składek Self-Employment Contributions Act z 1954 roku. W przypadku pracowników, podatek ten wynosi 2,9% (1,45% przez pracownika i 1,45% płacone przez pracodawcę) wynagrodzenia i innych dodatków związanych z zatrudnieniem. Do dnia 31 grudnia 1993 roku, ustawa przewidywała maksymalną kwotę potrąceń, jakie mogą być nałożone dla Medicare w każdym roku. Począwszy od 1 stycznia 1994 roku, limit potrąceń został usunięty.
Osoby samo-zatrudnione muszą zapłacić całe 2,9% podatku od własnego zysku netto, ale mogą odliczyć połowę podatku od dochodu przy obliczaniu podatku dochodowego. Począwszy od 2013 r. 2,9% podatku ubezpieczenia szpitalnego, będzie nadal stosowane do pierwszych 200000 dolarów dochodów dla osób lub 250000 dolarów dla małżeństwa (płacących podatek wspólnie) i wzrośnie do 3,8% od dochodu powyżej tych kwot.

## Kwalifikacja
Generalnie, wszystkie osoby w wieku 65 lat lub starsze, które legalnie przebywają w Stanach Zjednoczonych przez co najmniej 5 lat, kwalifikują się do Medicare. Osoby niepełnosprawne poniżej 65 lat, mogą również ubiegać się, jeśli otrzymują Social Security Disability Insurance (SSDI). Specyficzne schorzenia, również mogą pomóc ludziom w zarejestrowaniu się do Medicare.
Osoby kwalifikują się do Medicare, a Medicare Cześć A jest całkowicie pominięty, gdy spełniają następujące warunki:
- Są w wieku 65 lat lub więcej i są obywatelami USA lub otrzymały prawo stałego pobytu na 5 lat ciągłego pobytu i oni; lub ich współmałżonek płacili podatki Medicare przez co najmniej 10 lat.

lub
- Są one poniżej 65 lat, niepełnosprawni i otrzymywały z SSDI świadczenia lub rentę z Railroad Retirement Board(inne języki)[11]; muszą jednak otrzymywać jedno z tych świadczeń przez co najmniej 24 miesięcy od daty uprawnienia (pierwsza płatność za niepełnosprawność), przed nabyciem uprawnień do zarejestrowania się w Medicare.

lub
- Otrzymują ciągle dializę w związku z przewlekłą, schyłkową niewydolnością nerek lub potrzebują przeszczepu nerki.

lub
- Są uprawnione do SSDI i mają stwardnienie zanikowe boczne, znane jako ALS (Amyotrophic Lateral Sclerosis) lub choroba Lou Gehriga.

Ci, którzy mają 65 lat, lub więcej, muszą płacić miesięczne składki na pozostanie w Medicare, jeśli oni lub ich współmałżonkowie nie płacili podatku na Medicare przez ostatnie 10 lat pracy
Osoby niepełnosprawne, którzy otrzymują SSDI, kwalifikują się do Medicare podczas gdy w dalszym ciągu otrzymują świadczenia SSDI. Tracą uprawnienia do Medicare związane z niepełnosprawnością, jeżeli przestali otrzymywać SSDI. Wyłączenie z otrzymywania świadczeń na 24 miesięcy oznacza, że osoby, które stały się niepełnosprawne, muszą czekać 2 lata zanim otrzymają rządowe ubezpieczenie zdrowotne, chyba że mają jedną z wymienionych chorób lub kwalifikują się one do Medicaid.
Wielu beneficjentów jest „Medicare dual eligible”. Oznacza to, że kwalifikują się one zarówno do Medicare i Medicaid. W niektórych stanach, tym, którzy są poniżej pewnego dochodu, Medicaid płaci im świadczenia z Part B (w większości byli zatrudnieni wystarczająco długo i nie mieli Part A), a także płaci za leki, które nie są objęte Partą D.
W roku 2008, Medicare zapewnił ubezpieczenie zdrowotne dla 45 milionów amerykanów. Przypuszcza się, że w roku 2030 wyniesie 78 milionów, kiedy generacja baby-boomers z wyżu po II wojnie światowej, będzie w pełni włączona

## Dostępność
Medicare składa się z czterech części:
- Part A – ubezpieczenia na okres pobytu w szpitalu.
- Part B – ubezpieczenia na usługi medyczne.
- Part D – obejmuje leki na receptę[16].
- Part C (Medicare Advantage), jest innym sposobem dla beneficjentów, aby otrzymać Part A, B i D.

Wszystkie świadczenia zdrowotne są wypłacane w razie konieczności medycznej.
Oryginalny program zawierał Part A i Part B. Part D została wprowadzona w styczniu 2006 r. Wcześniej, Part A i B, obejmowały leków na receptę w kilku szczególnych przypadkach.

### Part A – Plan dotyczący ubezpieczenia na okres pobytu w szpitalu
Part A obejmuje pobyt w szpitalu szpitalnego (co najmniej przez noc), w tym półprywatny pokój, posiłek, testy i opłaty za usługi lekarzy.
Part A obejmuje krótki pobyt na rekonwalescencji w specjalistycznym domu opieki, jeśli zostaną spełnione określone kryteria:
1. Poprzedzający pobyt w szpitalu musiał trwać co najmniej trzy dni, trzy noce, nie licząc dnia wypisania.
2. Pobyt w domu opieki musi być związany z powodem pobytu w szpitalu, lub główną przyczynę hospitalizacji.
3. Jeśli pacjent potrzebuje rehabilitacji, ale ma kilka innych dolegliwości, które wymaga wykwalifikowanego nadzoru pielęgniarskiego, pobyt w domu opieki zostaną również pokryty.
4. Opieka świadczona przez dom opieki musi być dokonywana przez wykwalifikowany nadzór pielęgniarski. Medicare Part A, nie płaci za opieka nie wymagającą wykwalifikowanego nadzoru pielęgniarskiego lub opiekę długoterminową, w tym za usługi związane z czynnościami w życiu codziennym (ADL), takie jak higiena osobista, gotowanie, sprzątanie itp.

Maksymalna długość pobytu, który, Medicare Part A, pokrywa w specjalistycznym domu opieki na dana dolegliwość, jest 100 dni. Z tym, że za pierwsze 20 dni świadczenia będą wypłacane w całości przez Medicare, a za pozostałe 80 dni wymagana jest dopłata (od 2011 r., 141.50 dolarów dziennie). Wiele firm ubezpieczeniowych ma dodatkowe świadczenia za wykwalifikowaną opiekę pielęgniarską w swoich planach.
Jeżeli beneficjent wykorzystuje tylko część jego Part A świadczeń, a następnie, przez co najmniej 60 dni, nie korzysta z usług domu opieki, 100-dniowy okres jest wyzerowany i osoba kwalifikuje się do nowego 100-dniowego okresu świadczenia.

### Part B – Plan dotyczący ubezpieczenia na usługi medyczne
Part B ubezpieczenia zdrowotnego obejmuje niektóre usługi i produkty które nie są objęte Part A, generalnie na zasadach ambulatoryjnych. Part B jest opcjonalna i może zostać pominięta, jeśli beneficjent lub jego współmałżonek nadal pracuje. Jest ciągła kara (10% rocznie) pobierana za nie wpisanie się do Part B, chyba że beneficjent aktywnie pracuje. Part B ubezpieczenia rozpoczyna się kiedy zostaną wpłacane wymagane składki, wtedy, zazwyczaj, Medicare pokrywa 80% zatwierdzonych usług, zaś pozostałe 20% płacone jest przez pacjenta.
Part B obejmuje usługi lekarzy i pielęgniarskie, prześwietlenia rentgenowskie, badania laboratoryjne i diagnostyczne, szczepienia przeciw grypie i zapaleniu płuc, transfuzje krwi, dializy, usługi ambulatoryjne, ograniczony transport pogotowia ratunkowego, leki immunosupresyjne dla osób po przeszczepach narządów, chemioterapia, leczenie hormonalne, takie jak Lupron i inne zabiegi ambulatoryjne dokonywane w gabinecie lekarskim. Podawanie leków jest objęte przepisami Part B, jeśli są podawane przez lekarza podczas wizyty w gabinecie lekarskim.
Part B pomaga również w pokryciu kosztów za trwały sprzęt medyczny (DME), taki jak, laski, chodziki, wózki inwalidzkie ręczne i z napędem elektrycznym dla osób z upośledzeniem ruchu. Urządzenia protetyczne takie jak protezy kończyn i protezy piersi po mastektomii, jedną parę okularów po zabiegu usunięcia zaćmy i tlen do domowego użytku.
Jest bardzo dużo skomplikowanych zasad określających korzystanie z Part B, dlatego okresowo wydawane są biuletyny, które opisują kryteria uzyskania świadczeń. Na poziomie krajowym te informacje są wydawane przez National Coverage Determinations (NCD). Lokalne ustalenia (Local Coverage Determinations (LCD)) mają zastosowanie w wielu stanach, zarządzanych przez regionalnego kontraktora Part B Medicare. Informacje te są także w instrukcjach CMS dostępnych na internecie (Internet-Only Manuals) IOM, Code of Federal Regulations (CFR), Social Security Act i w rejestrze federalnym.

### Part C – Plan Medicare Advantage
Po przejęciu ustawy Balanced Budget Act of 1997 beneficjentom programu Medicare dano możliwość, aby otrzymać świadczenia Medicare przez prywatne plany ubezpieczeń zdrowotnych, zamiast przez pierwotny plan Medicare (Part A i B). Programy te były znane jako plany Medicare+Choice lub Part C. Zgodnie z Medicare Prescription Drug, Improvement, and Modernization Act of 2003 „Medicare+Choice” plany były bardziej atrakcyjne dla beneficjentów Medicare przez dodanie refundacji kosztów za leki na receptę i stały się znane jako „Medicare Advantage (MA)”.
Tradycyjne lub jako „opłata-za-usługę” Medicare ma standardowy pakiet korzyści, który zapewniają jego beneficjentom, wymagających niezbędnych z medycznego punktu widzenia świadczeń, opiekę w prawie każdym szpitalu lub u każdego lekarza w kraju. Dla osób, które zdecydują się zapisać do Medicare Advantage, Medicare płaci, prywatnym planom ubezpieczeń zdrowotnych, stałą kwotę co miesiąc. Użytkownicy tych planów, również płacą miesięczne dodatkową składką do Part B, na pokrycie elementów nieobjętych tradycyjnym Medicare (Part A i B), takich jak: leki na receptę, opiekę stomatologiczną, okulistę i siłownię lub członkostwo w klubie zdrowia (health club). W zamian za te dodatkowe korzyści, beneficjenci mogą mieć ograniczony, przez dostawcę usług, obszar na którym otrzymują usługi bez ponoszenia dodatkowych kosztów. Zazwyczaj plany mają „sieć” usługodawców, z których pacjenci mogą korzystać. Korzystanie z usług poza „siecią” może wymagać zgody lub dodatkowych opłat.
Plany Medicare Advantage są zobowiązane do zaoferowania usług, które spełniają lub przekraczają normy ustanowione przez oryginalny program Medicare, ale nie muszą udzielać ich w ten sam sposób. Jeśli plan zdecyduje się zapłacić mniej niż Medicare za niektóre usługi, jak domy opieki z wykwalifikowaną opieką pielęgniarską, oszczędności mogą być przeniesiona na beneficjenta poprzez zaoferowanie mu niższych dopłat do wizyt u lekarza. Plany Medicare Advantage używają część płatności, które otrzymują od rządu za każdą osobę do zaoferowania dodatkowych usług. Niektóre plany ograniczają roczny limit dopłat przez ich członków za opiekę medyczną, oferując ubezpieczenie od katastrofalnych kosztów (na przykład, wynoszących ponad 5000 dolarów). Wiele planów oferuje usługi dentystyczne, okulistyczne i inne, nie objęte Medicare Part A lub B, co czyni je opłacalne w stosunku do wydanego dolara na opiekę zdrowotną, jeśli beneficjent chce skorzystać z usługodawców będących w „sieci” planu lub „panelu” usługodawców.
Ponieważ w 2003 r. „wzory naliczania płatności” spowodowały nadpłaty planom o 12% lub więcej, w porównaniu do tradycyjnego Medicare, w 2006 roku zarejestrowani w planie Medicare Advantage Private Fee-for-Service otrzymali ofertę, dodatkową wartość usług netto (wartość dodatkowych usług minus składki dodatkowe) za 55.92 dolarów miesięcznie więcej niż tradycyjne pakiety Medicare. Zarejestrowani w innych planach Medicare Advantage otrzymali ofertę, wartość dodatkowych usług netto, o 71,22 dolarów miesięcznie więcej.
Jednakże osoby korzystające z Medicare Advantage uzyskują dodatkowe ubezpieczenia i świadczeń medycznych, które nie były atrakcyjne dla tradycyjnych członków Medicare i oszczędności wygenerowane przez plany Medicare Advantage mogą być przekazywane na rzecz beneficjentów w celu obniżenia ich całkowitych kosztów opieki zdrowotnej.
Inne istotne różnice pomiędzy Medicare Advantage i tradycyjnych Medicare to, że plany Medicare Advantag zachęcają do korzystania z profilaktycznej opieki i centrum odnowy biologicznej oraz ściśle koordynują opiekę nad pacjentem.
Plany Medicare Advantage, które również zawierają Part D na refundację wydatków za leków na receptę, są znane jako Medicare Advantage Prescription Drug plan lub MA-PD.
Każdego roku wiele osób wypisuje się z planów Medicare Advantage. Według ostatnich badań, zauważono, że około 20% zarejestrowanych w tych planach, stwierdziło, że „ich najważniejszym powodem odejścia, był problemem ze znalezieniem właściwej opieki”. Istnieją pewne dowody, że niepełnosprawni beneficjenci „częściej mają problemy z korzystania z opieki zdrowotnej.” Niektóre badania wykazały, że starsi, biedniejsi i bardziej chore osoby, są mniej zadowoleni z opieki, którą otrzymali w planach Medicare Advantage. Z drugiej strony, analiza danych Agency for Healthcare Research and Quality, opublikowanych przez America’s Health Insurance Plans, stwierdziła, że osoby zarejestrowane w Medicare Advantage spędziły mniej dni w szpitalu niż osoby z „opłata-za-usługę”, miały rzadziej przyjęcia „potencjalnie możliwe do uniknięcia” i miały mniej ponownej przyjęć. Te porównania, dostosowano do wieku, płci i stanu zdrowia, za pomocą skali ryzyka stosowanej w Medicare Advantagedo kalkulacji mechanizmu regulacji ryzyka.

### Part D – Plan dotyczący leków na receptę
Part D weszła w życie z dniem 1 stycznia 2006 roku. Każdy, z Part A lub Part B, ma prawo do Part D. Stało się to możliwe dzięki przyjęciu Medicare Prescription Drug, Improvement, and Modernization Act. Aby otrzymać to świadczenie, osoba z Medicare musi przystąpić do samodzielnego planu refundacji leków na receptę ( Prescription Drug Plan) (PDP) lub planu Medicare Advantage z refundacją leków na receptę (MA-PD).
Plany te są zatwierdzane i kontrolowane przez program Medicare, ale faktycznie są projektowane i zarządzane przez prywatne towarzystwa ubezpieczeń zdrowotnych. W przeciwieństwie do Original Medicare (Part A i B), Part D nie jest znormalizowana.
Plany te dokonują wyboru, które leki (lub nawet grupy leków), pokrywają, na jakim poziomie, lub według jakiej listy (Tier) chcą je przykryć i mają swobodę decyzji, które leki nie zostaną w ogóle pokryte. Wyjątkiem są leki, które Medicare wyraźnie wyklucza ze swojego zakresu, w tym m.in. benzodiazepiny, leki tłumiące kaszel i barbiturany.
Plany, które obejmują leki wyłączone przez Medicare, nie mają możliwości przeniesienia tych kosztów na Medicare i są zobowiązane do zwrotu CMS, jeżeli okaże się, że obciążyły za nie Medicare
Należy zwrócić ponownie uwagę, dla beneficjentów, którzy mają Medicare i Medicaid Medicaid może płacić za leki nie są objęte Part D, takich jak benzodiazepiny i innych zabronionych substancji kontrolowanych.

## Koszty własne
Ani Part A ani Part B nie płaci, osobom objętym planem, za wszystkie świadczenia związane z leczeniem. Program zawiera składki ubezpieczeniowe, odliczenia i koasekuracji, które osoba objęta planem musi zapłacić z własnej kieszeni. Badania opublikowane w 2008 roku, przez Kaiser Family Foundation, wykazały, że poziom pakietu Medicare, „opłata-za-usługę”, był niższy niż PPO (typowy plan dużych pracodawców), lub opcja standardowa Federal Employees Health Benefits Program. Niektóre osoby mogą kwalifikować się do innych programów rządowych (takie jak Medicaid), które opłacą koszty niektórych świadczenia, lub wszystkie koszty związane z Medicare.

### Składki
Większość osób zarejestrowanych w Medicare nie płaci miesięcznej składki Part A, ponieważ oni (lub ich współmałżonek) mieli 40 lub więcej 3-miesięcznego kwartałów okresy zatrudnienia, w których płacili podatek FICA. Osoby zakwalifikowane do Medicare, które nie mają opłaconych 40 lub więcej kwartałów, mogą kupić Part A, płacąc miesięczną składkę w wysokości:
- 248,00 dolarów miesięcznie (w 2011)[32] dla osób z 30-39 kwartałów okresów zatrudnienia z potrącanym podatkiem FICA,

lub
- 450,00 dolarów miesięcznie (w 2011)[32] dla osób z mniej niż 30 kwartałów zatrudnienia z potrącanym podatkiem FICA i którzy nie kwalifikują się w inny sposób do bezpłatnej Part A[33].

Wszystkie osoby zarejestrowane w Medicare Part B zapłacą składkę ubezpieczeniową dla tej części planu; standardowa składka w Part B, za rok 2009, wynosiła 96,40 dolarów miesięcznie. Nowa, oparta na dochodach, koncepcja składki, weszła w życie od 2007 roku, gdzie składki Part B są wyższe dla beneficjentów, których zarobek przekracza 85000 dolarów dla indywidualnych osób lub 170000 dolarów dla małżeństw. W zależności od stopnia, w jakim dochody beneficjenta przekraczają podstawę dochodu, wyższe składki Part B są 134,90 dolarów, 192,70 dolarów, 250,50 dolarów lub 308,30 dolarów w 2009 roku, z najwyższą składką opłacaną przez osoby zarabiające więcej niż 213000 dolarów, lub małżonków zarabia wspólnie więcej niż 426000 dolarów. We wrześniu 2008 roku, CMS ogłosił, że składka za Part B będzie niezmieniona (96,40 dolarów miesięcznie) w 2009 r. dla 95% beneficjentów Medicare. Był to szósty rok bez podwyżki, od czasu powstania Medicare w 1965 roku.
Składki Medicare Part B są automatycznie potrącane z miesięcznych wypłat Social Security.
Plany Part C i D mogą lub nie, pobierać składki, w zależności od programów. Plany Part C mogą również zdecydować się na zwrot części składki Part B.
Medicare Part B premiums are commonly deducted automatically from beneficiaries’ monthly Social Security checks.

### Odliczenia i koasekuracje
Part A
Za każdy okres w którym świadczenie jest wypłacane, beneficjent płaci:
- odliczeniu dla Part A, 1132 dolarów (w 2011) za pobyt w szpitalu 1–60 dni.
- 283 dolarów dziennie dopłaty (w 2011) za 61–90 dni pobytu w szpitalu.
- 566 dolarów dziennie dopłaty (w 2011) za 91–150 dni pobytu w szpitalu, w ramach swoich ograniczonych Lifetime Reserve Days.
- wszystkie koszty za każdy dzień, powyżej 150 dni[34].
- koasekuracja za specjalistyczny dom opieki wynosi 137,50 dolarów dziennie (w 2010), od 21 do 100 dni, dla każdego okresu pobierania świadczeń.
- odliczenie za krew za pierwsze 1,5 litra krwi potrzebne w danym roku kalendarzowym, chyba że nastąpiła wymiana. Jest to odliczenie za 1,5 litra krwi zarówno dla Part A i Part B, a te oddzielne odliczenia nie pokrywają się.

Part B
Kiedy beneficjent osiągnie rocznie odliczenie 162 dolarów (w 2011), będzie wymaganie od niego płacenie udziału własnego w wysokości 20%, zatwierdzonej przez Medicare kwoty, za wszystkie usługi określone w Part B, z wyjątkiem większości usług laboratoryjnych, które są pokrywane w 100%, oraz poradni zdrowia psychicznego, które są, obecnie (2010-2011), pokryte w 55% (45% dopłaty). Dopłata do poradni zdrowia psychicznego, która zaczyna się od 50%, jest stopniowo zmniejszana przez kilka następnych lat, dopóki nie osiągnie 20% wymaganej dla innych usług. Są oni także zobowiązani do zapłaty nadwyżki, w wysokości 15%, za usługi świadczone przez dostawców nie ujętych w Medicare.
Odliczenia i opłaty koasekuracyjne dla planów Part C i Part D różnią się w zależności od planu do planu.

### Uzupełnienia Medicare (Medigap)
Niektórzy ludzie decydują się na zakup pewnego rodzaju dodatkowego ubezpieczenia, zwanym Medigap plan, aby wypełnić lukę w Original Medicare (Part A i B). Te zasady ubezpieczenia Medigap są zestandaryzowane przez CMS, ale są sprzedawane i zarządzane przez firmy prywatne. Niektóre polisy Medigap sprzedane przed 2006 rokiem, mogły obejmować refundacje kosztów za leki na receptę. Polisy Medigap sprzedane po wprowadzeniu Medicare Part D, 1 stycznia 2006 roku, mają zabronione refundację leków. Przepisy obowiązujące beneficjentów Medicare zakazują posiadania zarówno plan Medicare Advantage i Medigap. Polisy Medigap mogą być nabyte przez beneficjentów, którzy otrzymują świadczenia z Original Medicare (Part A i Part B).

## Ustawodawstwo i reformy
- 1960 – PL 86-778 Social Security Amendments of 1960 (Kerr-Mills aid)
- 1965 – PL 89-97 Social Security Act of 1965, ustanowienie świadczeń Medicare[36]
- 1980 – Medicare Secondary Payer Act of 1980, dodanie ubezpieczenia na leki, na receptę
- 1988 – PL 100-360 Medicare Catastrophic Coverage Act of 1988
- 1989 – Medicare Catastrophic Coverage Repeal Act of 1989
- 1997 – PL 105-33 Balanced Budget Act of 1997
- 2003 – PL 108-173 Medicare Prescription Drug, Improvement, and Modernization Act
- 2010 – Patient Protection and Affordable Care Act i Health Care and Education Reconciliation Act of 2010

W 1977 powstała federalna agencja Health Care Financing Administration (HCFA), odpowiedzialna za zarządzanie Medicare i Medicaid. W 2001 została przemianowana na Centers for Medicare and Medicaid Services (CMS).
W 1983 roku, Diagnosis-related group (DRG) przejęło pokrywanie kosztów za usługi dokonywane przez szpitali, dla pacjentów Medicare.
W latach 1993–1994 prezydent Bill Clinton próbował poprawić Medicare swoim planem reform opieki zdrowotnej, ale nie był w stanie uzyskać wystarczającej ilości głosów do uchwalania planu przez Kongres.
W 2003 Kongresu uchwalił Medicare Prescription Drug, Improvement, and Modernization Act, a prezydent George W. Bush podpisał tę ustawę 8 grudnia 2003 roku. Część z tych przepisów zawiera poprawienie nieścisłości dotyczących pokrycia kosztów za leki na receptę, powstałe w ustawie Medicare Secondary Payer Act, która została uchwalona w 1980 roku. Poprawki z 2003 roku wzmocniły program Workers’ Compensation Medicare Set-Aside Program  (WCMSA), który jest monitorowany i zarządzany przez CMS.
1 sierpnia 2007 roku, Izba Reprezentantów głosowała nad w celu zmniejszenia opłat dla Medicare Advantage w celu pokrycia kosztów za rozszerzony zakres opieki zdrowotnej dla dzieci w ramach programu State Children’s Health Insurance Program (SCHIP). Na rok 2008, plany Medicare Advantage kosztowały, średnio, o 13% więcej, za ubezpieczonego, niż plany „płać-za-usługę”. Wielu ekonomistów z dziedziny medycznej doszło do wniosku, że płatności na rzecz dostawców Medicare Advantage były nadmierne. Senat, po ciężkich lobbowaniu ze strony branży ubezpieczeniowej, odmówił zgody na cięcia w Medicare Advantage proponowane przez Izbę Reprezentantów. Prezydent Bush zawetował, następnie, rozszerzenie SCHIP.

### Linki rządowe – obecne
- Oficjalna strona CMS
  - Medicare – na cms.gov
- Medicare.gov – oficjalna strona dla osób korzystających z Medicare
  - Official Medicare publications na Medicare.gov – zawiera oficjalne publikacje na temat bieżących świadczeń Medicare.
    - Medicare & You 2011 Handbook za 2011 na Medicare.gov – zawiera informacje o bieżących świadczeniach Medicare.

  - Informacje o 1-800-MEDICARE infolinii
  - Medicare Plan Choices. medicare.gov. [zarchiwizowane z tego adresu (2006-04-05)]. na Medicare.gov – podstawowe informacje na temat wyborów planu Medicare, w tym planu MA.

### Linki historyczne
- Medicare Is Signed Into Law na ssa.gov – materiały dotyczące ceremonii podpisania ustawy.
- Historical Background and Development of Social Security na ssa.gov – zawiera informacje historyczne o Medicare.
- Detailed Chronology of SSA na ssa.gov – zawiera informacje chronologiczne o Medicare.
- Early Medicare poster. ssa.gov. [zarchiwizowane z tego adresu (2006-09-25)]. na ssa.gov – plakat z 1968 roku.